# 1096 Reunerta
Reunerta (asteróide 1096) é um asteróide da cintura principal com um diâmetro de 45,83 quilómetros, a 2,0985977 UA. Possui uma excentricidade de 0,1929047 e um período orbital de 1 531,42 dias (4,19 anos).
Reunerta tem uma velocidade orbital média de 18,4710063 km/s e uma inclinação de 9,48909º.
Esse asteróide foi descoberto em 21 de Julho de 1928 por Harry Edwin Wood.